# Parafia św. Franciszka z Asyżu w Myślenicach
Parafia św. Franciszka z Asyżu w Myślenicach – parafia rzymskokatolicka, w dekanacie Myślenice, w archidiecezji krakowskiej.
Została erygowana 27 czerwca 1996 przez kard. Franciszka Macharskiego. 
Kościołem parafialnym parafii jest kościół św. Franciszka z Asyżu, znajdujący się w Myślenicach, w dzielnicy Zarabie.

## Proboszczowie
- ks. Grzegorz Kurzec (od 1 lipca 2025)
- ks. Józef Orawczak (od 27 czerwca 1996)[1] (na emeryturze)

## Miejsca kultu
- Murowany kościół parafialny pw. św. Franciszka z Asyżu położony jest w parku nad rzeką Rabą. Został on wybudowany w latach 1992–1994 jako kaplica (początkowo pw. św. Antoniego). 30 kwietnia 1994 wmurowano kamień z grobu św. Franciszka z Asyżu, a 12 maja 1994 ówczesny biskup pomocniczy archidiecezji krakowskiej Kazimierz Nycz dokonał poświęcenia kaplicy. Z chwilą erygowania parafii stała się ona kościołem parafialnym.
- Na terenie parafii znajduje się kościół filialny pw. Podwyższenia Krzyża Świętego na Chełmie. Wybudowany w latach 1983–1984, został poświęcony 11 czerwca 1989 przez ówczesnego arcybiskupa metropolitę krakowskiego kardynała Franciszka Macharskiego.

## Zasięg parafii
Dzielnice Myślenic: Zarabie (1250 wiernych) oraz Chełm (300 wiernych).

## Grupy parafialne
Rada Duszpasterska, Ruch Światło-Życie, Róże Różańcowe, schola, ministranci, lektorzy.